# 山田才吉
山田 才吉（やまだ さいきち、嘉永5年8月19日（1852年10月2日） - 1937年（昭和12年）1月31日）は、美濃国出身の実業家・政治家（愛知県会議員）。

## 経歴

### 料理人から経営者に

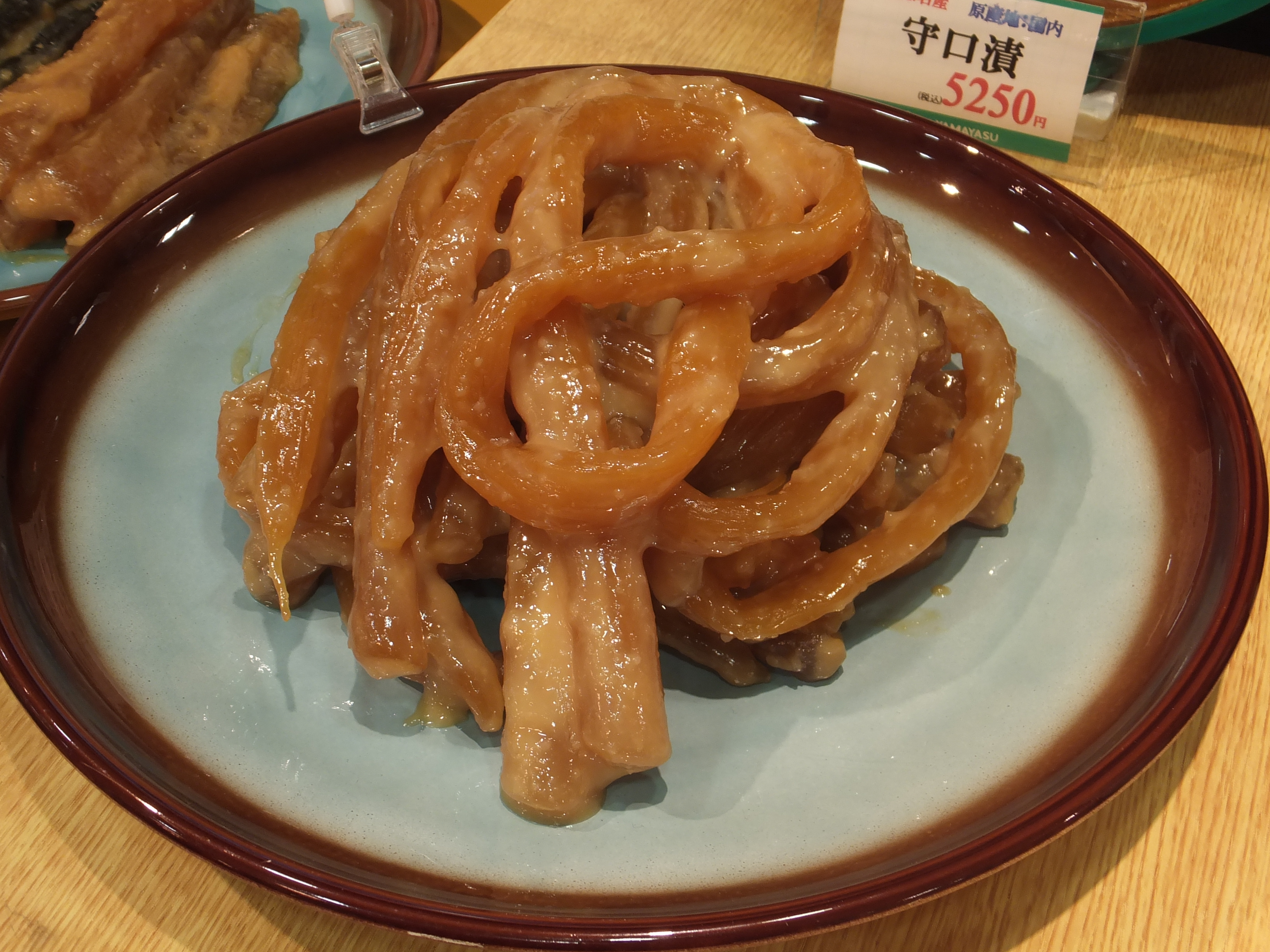
守口漬

嘉永5年（1852年）8月19日、美濃国厚見郡富茂登村（現在の岐阜県岐阜市大仏町）で料理屋を営業していた山田辰次郎の長男として生まれる。板前などを経て名古屋の熱田神戸町・大須門前町に店を構え、1881年（明治14年）には末広町3丁目（現在の栄）の若宮八幡社西隣に漬物屋「きた福（喜多福）」を開店。この頃に守口漬（守口大根味醂粕漬）を考案したとされ、これが評判を呼んだ。なお、才吉が創業したきた福は同店から暖簾分けした「松喜屋」に屋号など含めて生前に売却され、「喜多福総本家」として現在も守口漬の製造販売を続けている。
1884年（明治17年）3月、缶詰工場を新開地（東築地5号地）において立ち上げて、愛知県下で初めて缶詰製造販売に参入した。初めは中京地方で多く取れるマツタケを貯蔵法を探っていたが、従来の塩漬では風味が壊されるため、塩漬けに代わる貯蔵法を考えていた。宮内省大膳職に務めていた弟から外国には缶詰というものがあることを聞き、缶詰事業に取りかかった。当初マツタケとタケノコの水煮から手がけ、ハマグリの時雨煮など、すべて才吉自身の創意工夫で種目を次第に増やした。1885年（明治18年）に東京支店、1890年（明治23年）に大阪支店を開いて販売網を広げると共に海外への輸出にも備えた。
缶詰事業の中で特筆すべきはイワシ油漬である。1901年（明治34年）に愛知県水産試験場が第1回のイワシ油漬缶詰の試験製造を始めた。才吉は農商務省水産局長の誘いで、1902年（明治35年）に日本罐詰合資会社を設立。同社は愛知水産試験場の製品を大部分を買い取り、外国市場を綿密に調査し本格的な販売対策を始めた。翌年に日本罐詰合資会社を株式会社に改組。1906年（明治39年）には愛知県知多郡豊浜、三重県志摩郡桃取に工場を新設し、愛知水産試験場のイワシ油漬缶詰の製造事業を譲り受けた。日清戦争・日露戦争で牛肉、福神漬、各種水産物の軍用缶詰の注文を受けて更なる財を為した。

### 新聞、ガス事業と政界進出
1887年（明治20年）中京新報（後に名古屋新聞を経て新愛知と合併し、中日新聞に）を創刊した。才吉は政界へも関心を寄せた。1892年（明治25年）12月20日夜に末広座で開かれた政談演説会で弁士に立つと、1893年（明治26年）名古屋自由会発足にあたり幹部に就任。1895年（明治28年）には名古屋市議会議員に初当選した。1897年（明治30年）には現在の中区に料理旅館「東陽館」を開業。東陽館は396畳の大広間を併設した公会堂のような性格を持っており、伊藤博文や尾崎行雄も東陽館を訪れている。1899年（明治32年）には愛知県会議員となり長らく議席を保持し市政・県政の運営に関与した。1901年（明治34年）には名古屋商業会議所議員に選出。1904年（明治37年）に愛知県五二会の幹事長に就く。
これら活動に並行してガス事業も手がけた。1896年（明治29年）当時の愛知県知事・時任為基の熱心な誘いもあり愛知瓦斯株式会社を創設。翌1897年（明治30年）には愛知県から許可が下り事業を開始しようとした。しかし時期が日清戦争時後の不況と重なり株式の募集が思うように運ばず計画は一時中断。その約10年後、日露戦争の勝利にわく国内で起業熱の高まりや会社の拡張が盛んになると、才吉は再びガス会社の設立に着手した。ところが時を同じくして奥田正香、服部小十郎らが東京の渋沢栄一、大阪の藤本清兵衛を誘いガス事業を計画すると、双方の陣営は衝突。当時の愛知県知事・深野一三の調停で協定となり、1906年（明治39年）に愛知瓦斯株式会社を名古屋瓦斯株式会社（現在の東邦ガス）と改称してガス事業をスタートさせた。同社の生みの親である才吉は創立から1915年（大正4年）まで重役を務め、特に1909年（明治42年）から1913年（大正2年）までは取締役として社業の発展に貢献した。

### 巨大施設を次々と建設
1910年（明治43年）現在の港区に南陽館と名古屋教育水族館を開き、白鳥橋と南陽館前をつなぐ熱田電気軌道（後に名古屋鉄道の前身である名古屋電気鉄道と合併）を敷設。同年には知多電車軌道の発起人にも名を連ねるとともに、柳橋に中央市場株式会社を設立した。同年東陽館で当時名古屋市新出来町にあった大龍寺の五百羅漢出開帳を行い、翌年同寺の名古屋市城山（現在の千種区）への移転計画を発表した。1911年（明治44年）には大曽根市場を開業。1916年（大正5年）現在の東海市に料理旅館「聚楽園」を開園した。1918年（大正7年）大龍寺の移転事業が終わり、同寺で入仏大供養が3日間にわたり開かれた。1924年（大正13年）現在の可児市に料理旅館「北陽館」を開業。日本ライン開発を進めた。1927年（昭和2年）聚楽園の敷地内に聚楽園大仏を建立した。晩年は聚楽園で暮らし1937年（昭和12年）1月31日没。享年85。葬儀は本願寺名古屋別院で営まれ墓所は千種区の大龍寺にある。

## 手がけた施設

### 東陽館
1895年（明治28年）3月1日、東陽町（現在の中区栄五丁目24付近）に料理旅館「東陽館」を開業。6000坪におよぶ広い敷地を持ち、実業界での才吉の名を高めた。北寄りの東陽町沿いには御殿風檜皮葺屋根の2階建の本館が建てられた。階上386畳の大広間を持ち西側には間口30尺奥行18尺の舞台が、三方には2間の畳廊下とその外側に1間の板張り廊下が供えられていた。階下は20室に区画され1室の広さは8畳ないし32畳で計354畳あり、各部屋は四季にちなんだ名前が付けられた。
本館南側の庭園には人工の築山や舟遊びが出来る池を配置。庭園内には58の小座敷の建物を点在させ、広さは計314畳。他には小料理店、すし店、売店、汁粉屋、菓子店、雑品店、温泉諸遊戯場を設け、当時の市民にとって名古屋唯一の憩いの場所だった。明治30年代になり国内では各地の名所を讃えた流行歌が現れてくるが、その代表作『流行名所節』の名古屋を唄った箇所にも「名古屋名所を知らないお方に、名古屋名所を知らせたい。東陽館には建中寺、東掛所にノーエ、金のしゃちほこ、いつもぴかぴか」と東陽館が登場する。
1903年（明治36年）8月13日に客が投げ捨てた煙草の吸殻が原因で本館南側から出火。火災で本館を焼失した。120坪の平屋建の本館が再建されて営業は継続されたが昭和時代初期に閉館した。かつての「東陽町」および現在の「東陽通」の名前は東陽館に由来する。

### 南陽館と名古屋教育水族館

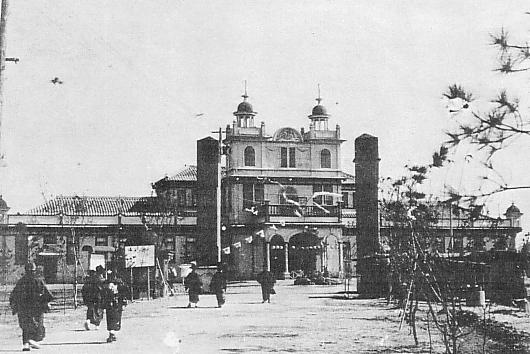
名古屋教育水族館

1910年（明治43年）、現在の港区（竜宮インターチェンジ付近）に「名古屋教育水族館」を開館。また東築地5号地に5階建ての料理旅館「南陽館」建設を開始し、これらへのアクセスとして熱田電気軌道を開業。1912年（大正元年）9月の台風による高潮で完成間近の南陽館は倒壊、水族館も大きな打撃を受けた。南陽館は3階建てで再建された。後に水族館は南陽館の敷地に移転した。1935年（昭和10年）に閉館。南陽館の跡地は名古屋市立東築地小学校となっている。現在も残る「南陽通」と「竜宮町」の地名は南陽館および名古屋教育水族館があったことに由来する。名古屋教育水族館について名古屋港水族館初代館長内田至は、その先進性を評価している。

### 聚楽園と聚楽園大仏

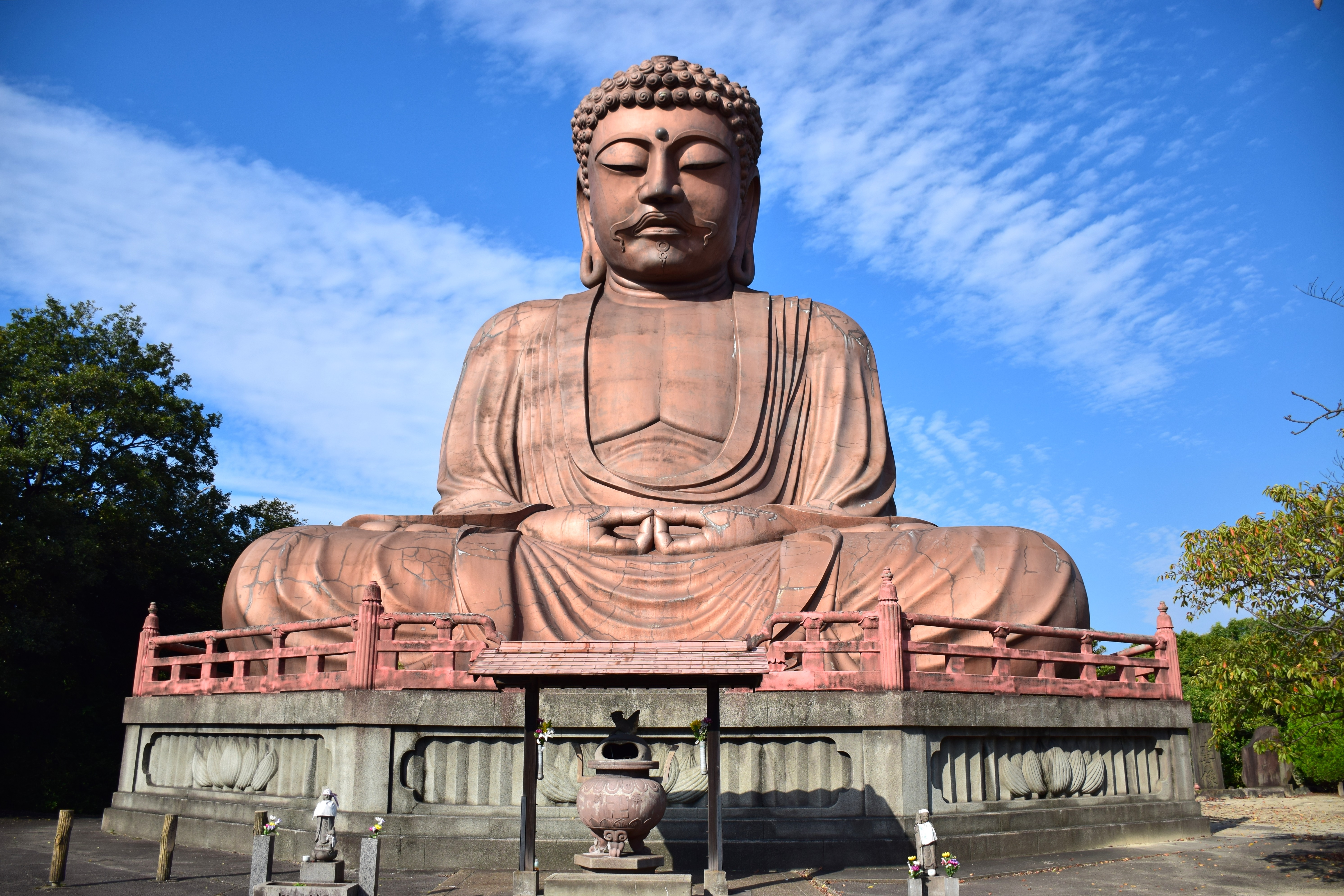
聚楽園大仏

1916年（大正5年）、知多郡上野村砂崎（現在の東海市）に、伊勢神宮外宮前の旅館「宇仁館」を移築して料理旅館・聚楽園（しゅうらくえん）が開業した。聚楽園という名前は才吉が敬愛していた豊臣秀吉が京都に建てた聚楽第（じゅらくだい）による。現在、東海市の臨海部分は名古屋港を形成する工場群の一部となっているが、かつては海岸線が近くまで迫っており、名古屋近郊の保養地として開発が行われた。旅館が建つ山の上では料亭料理と共に、四季折々に花々が咲く庭園や伊勢湾越しの鈴鹿山脈の眺望を、山から下れば浜遊びができる場所として名古屋から人を集めた。敷地内には才吉の邸宅もあった。1930年（昭和5年）に才吉の妻・山田よねを代表社員として合資会社聚楽園を設立して聚楽園を経営した。
行楽客の交通手段を確保するため、才吉は愛知電気鉄道（後の名古屋鉄道）へ土地を寄付する形で聚楽園駅を設置。駅に隣接して聚楽園旅館に付属する海岸側の保養施設を建てた。将来的な海水プールの建設計画や、才吉が経営し名古屋市内の熱田伝馬町から南陽館前までを結んでいた熱田電気軌道を南へ延伸させ、聚楽園まで伸ばす計画もあった。海岸側保養施設があった場所には人造石により施工された擁壁遺構が今も残り、2024年（令和6年）3月6日に「守隨家住宅（旧山田家住宅）石積護岸」として東海市初の国の登録有形文化財に登録された。聚楽園駅は1942年（昭和17年）に愛知製鋼への工員輸送のため南300mの現在地に移転したが、旧聚楽園駅から旅館までを繋ぐ道は現在もあり、ここが当時の聚楽園の表玄関だった。以前は旅館側に門柱などもあった。

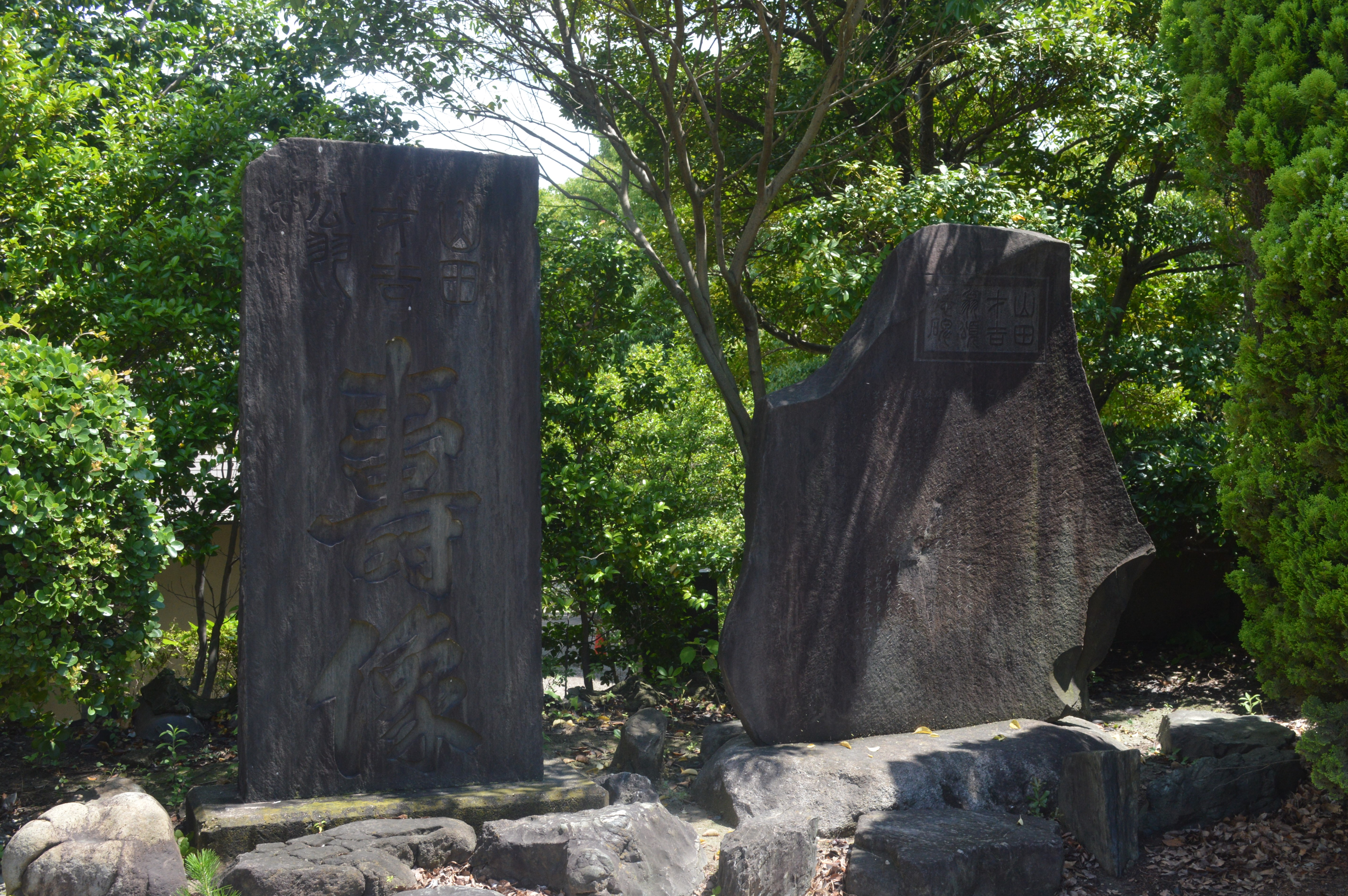
山田才吉翁寿像と山田才吉翁頌徳碑

才吉は1927年（昭和2年）聚楽園に阿弥陀如来坐像の大仏を建立。聚楽園大仏は日本最初の鉄筋コンクリート製であり、完成時は日本最大の大仏だった。1933年（昭和8年）には岡谷惣助ら名古屋財界人の集まりである五二会によって、聚楽園内に才吉のこれまでの功績を讃え「山田才吉翁寿像」と「山田才吉翁頌徳碑」が建てられた。山田才吉翁寿像は戦時中に金属供出されたため現存しない。
聚楽園は才吉が没した翌年の1938年（昭和13年）に名古屋の会社の所有となった。経営は1950年頃まで引き続き合資会社聚楽園が担った。
現在は東海市立の聚楽園公園となっており、1927年（昭和2年）に建立された聚楽園大仏も現存する。大仏および境内地は1983年（昭和58年）に東海市指定名勝に指定されたが、聚楽園旅館は市によって壊され、1996年（平成8年）に跡地に茶室「嚶鳴庵」が東海市によって建てられた。

### 北陽館
1924年（大正13年）から才吉は、岐阜県可児郡土田村大脇（現在の可児市）の木曽川中流部を「ライン遊園」として観光開発を始めた。1926年（昭和元年）、岐阜県可児郡土田村大脇（現在の可児市）に料理旅館「北陽館」を開業。在地地主と協業し、大脇湊から犬山城下まで川下りをする「日本ライン下り」の遊覧船を開通。名古屋方面から多くの観光客を集めた。名古屋鉄道は1925年（大正14年）に今渡線を開き、同時にライン遊園の最寄駅としてライン遊園駅を開業した。1928年（昭和3年）に名古屋鉄道はライン遊園駅と北陽館を結ぶ同社初のバス事業を始めた。
才吉の死後、北陽館は売却され所有者が何度か変わった後に名古屋鉄道可児寮（名鉄道場）となり、1976年（昭和51年）解体。跡地に名鉄グループの「江陵閣」が1977年（昭和52年）2月1日に開館したものの、のち閉館し、跡地は温泉入浴施設「湯の華アイランド」となっている。

## 人物

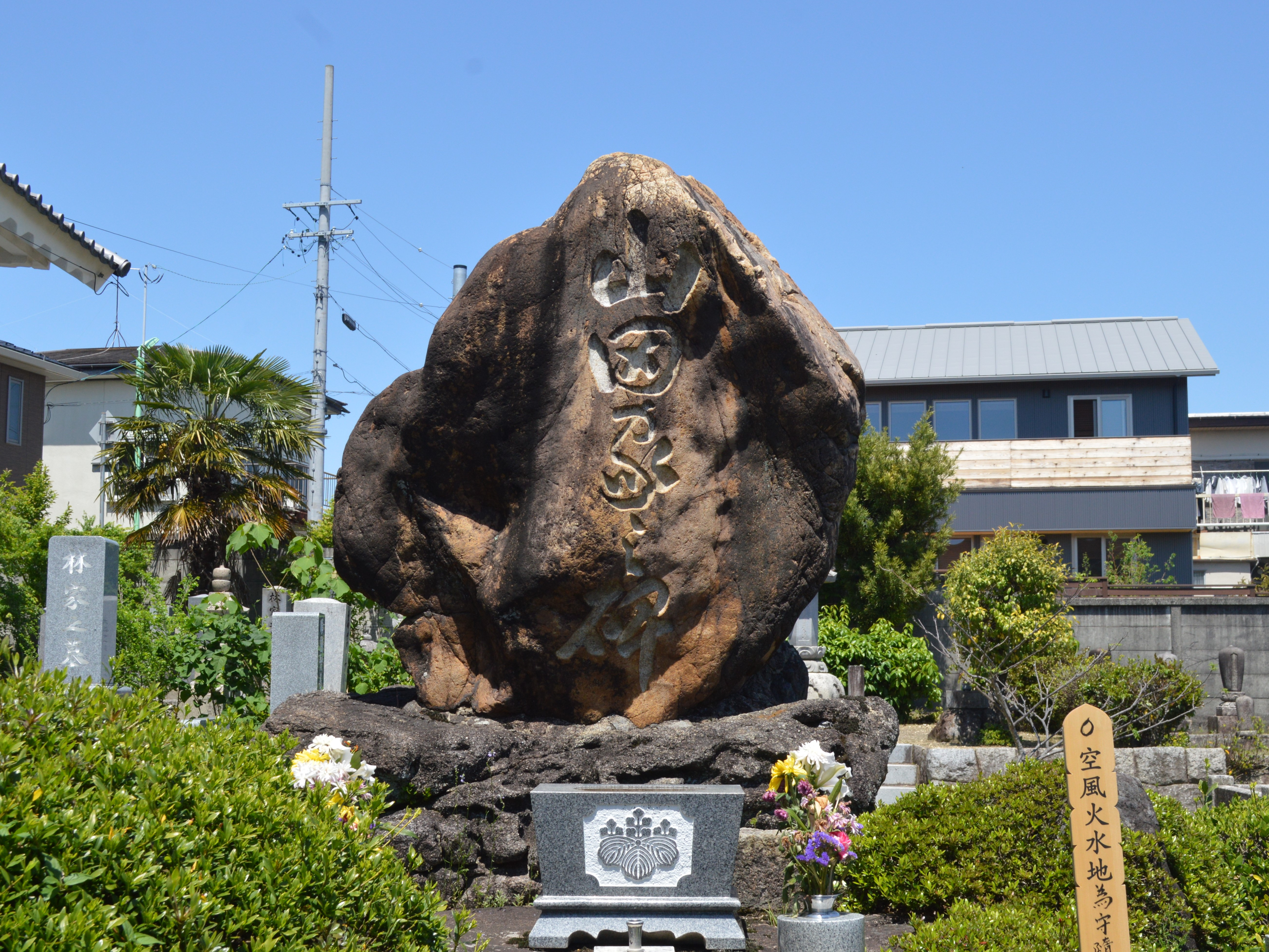
山田才吉の墓

当時世間は山田才吉のことを「山才」と呼んだ。才吉は他人が計画することを5年くらい前に計画した徹頭徹尾事業の人だった。従業員には「右の手には望遠鏡を持って、左の手には近眼鏡を持て、お勝手のスミズミまで知っておらないかんぞ」ということを絶えず教えていた。才吉は朝5時に起きて日に1回は4ヶ所の旅館を回り、着くと「今着いた、用事はないか」と尋ねては巡回した。午睡は絶対にしなかった。使用人には「行き戻り仕事をせよ」と言い、例えば「家の裏に行く時は手ぶらで行くな、バケツでも箒でも持って行って、帰りには何か持って帰れ」と諭した。宮部鈴三郎は雑誌『勧業』で「山田君は人を寄せることが上手で、朝から晩まで人が入る位盛んでありました」と述懐している。
1892年（明治25年）12月20日夜、末広座で開かれた政談講演会は警察の介入があり重苦しい雰囲気だったが、才吉は弁士となり演壇に立ったため世間に勇名をうたわれた。かつては奥田正香派の1人と世間で言われていたが、大須にあった遊廓（旭廓）の移転にからむ疑獄で奥田が一切の職務から退くと孤立。しかし「孤立しても尚能く陣形を整え武歩堂々として旗を築港の彼方に翻して名古屋市を睥睨している有様は実に天下の大事業家といわねばならぬ」と評された。
世間のことに通じていたが義理人情に厚く、県の行き損ねた事業などを引き受けて一肌脱いでしまうため、損をすることもある義侠的精神の持ち主だった。1912年（大正元年）に高蔵にある才吉の別邸に短刀を持った賊が忍び込んだ際に、才吉は木刀で賊の前額部を殴打して応戦。腕を負傷するも賊を組み伏せて懇々と訓戒した。その後の公判で賊は「才吉氏の義侠なりし事を感じ是迄随分各所で格闘したがアンナ旦那はなかった」と述べた。毎日トントンという大工のつち音を聞いていないとメシがまずいとこぼすほどの建築好きだった。
南陽館が高潮で倒壊した時に当時の金額で10万円の借金ができたが、「他人が10万円も貸してくれたということは、俺にそれだけ信用ができたことだ」と言って、鯛で祝いの酒盛りをした大腹者だった。晩年は不遇と言われたこともあったが、債務などの迷惑を他人にかけるようなことはしなかった。南陽館も一時担保に入っていたが、他のものを処分して綺麗に方をつけた。最後は聚楽園の金で綺麗に処分した。末広町の本宅に加えて高蔵の別宅（後の春日荘）と北陽館の別荘があり晩年は聚楽園内の邸宅に移った。

## 家族・親戚
- 父・辰次郎
- 母・すて
- 先妻・なつ
  - 子・たか（養女）[57]
- 後妻・よね

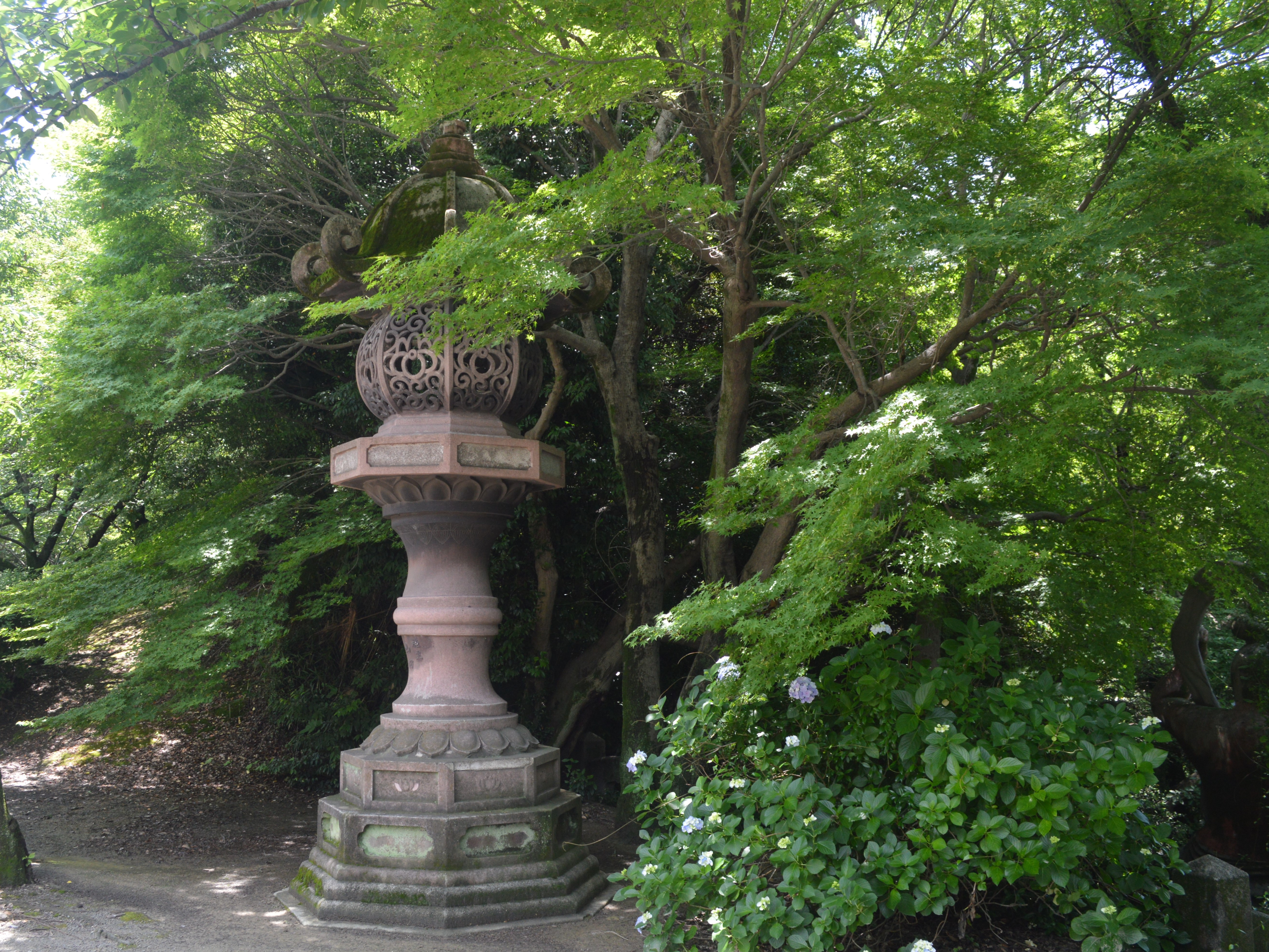
なつが施主となった常夜燈

  - 子・寿恵子（長女）、渡辺朝子（二女）、守隨幾久子（三女）[58]